# Frédéric Helbert
Pour les articles homonymes, voir Helbert.
Frédéric Helbert est l'ancien claviériste du groupe pop/rock français Indochine. Il rejoint le groupe en 2002 pour l'enregistrement de l'album Paradize, et accompagne la tournée qui a suivi. Il a depuis quitté le groupe et n'a pas participé à l'enregistrement d'Alice & June. Il a été remplacé sur scène par Matu.
Sa mère est professeur de musique (accordéon), tandis que son père tient un magasin d'instruments de musique à Antony (Hauts-de-Seine).
Il a été élève au lycée Descartes d'Antony.
Après son bac (série B), il travaille dans le magasin de son père et joue des claviers et de la guitare dans un groupe de reprises (Staries).
En 1993, il profite de la défection du clavier principal de Patricia Kaas au début de la tournée "Je te dis vous" pour le remplacer au pied levé.
Il accompagne depuis lors Patricia Kaas sur ses tournées et en studio. Il est également son chef d'orchestre.
Il a travaillé avec la chanteuse Melissa Mars ainsi qu'avec Helene Segara.
Il suit Patricia Kaas pour sa tournée intitulée "Kabaret" 2008/2009.